# Comuna seis de Valledupar
La Comuna seis (también escrita como Comuna 6 o Comuna VI o llamada Comuna Norte) es una de las seis comunas en que está dividida política-administrativamente la ciudad de Valledupar, capital del departamento del Cesar.
La comuna seis tiene una extensión de 332 hectáreas.

## Barrios y sectores
La Comuna seis está conformada por los siguientes barrios:
| - Conjunto Residencial del Norte - Conjunto Residencial Los Campanos - Urbanización Rosanía - Pasadena - Los Ángeles - Serranilla - Aremasin - Ciudad Jardín - Pontevedra | - San Carlos - Villa del Rosario Norte - San Joaquín - San Clemente - Novalito - Chimila - Alfonso López | - Obrero - Cañaguate - La Guajira - San Vicente - Urbanización Santa Rosalía |

## Localización
La comuna seis bordea al norte con la zona rural del municipio de Valledupar, en el piedemonte de la Sierra Nevada de Santa Marta y la rivera del río Guatapurí; al occidente y suroccidente limita con la Comuna cinco de Valledupar, teniendo como límite la Carrera 19 'Avenida Simón Bolívar' que conduce a la salida de la ciudad vía a los corregimiento del norte de Valledupar y al municipio de San Juan del Cesar, La Guajira. Al occidente y suroccidente, la comuna seis limita con la comuna uno, teniendo como límite la Calle 14. 
Al norte, la comuna contiene el cerro Misangwi (también llamado coloquialmente el cerro de Hurtado, cerro de Cicolac o de la DPA) y el parque lineal del balneario Hurtado. En las inmediaciones también se encuentra el Parque de la Leyenda Vallenata y el Centro Comercial Guatapurí Plaza.

## Instituciones educativas
Las siguientes instituciones educativas tienen sedes en la comuna seis:
- Institución Educativa San Joaquín, barrio San Joaquín, Calle 9A No. 13-44
- Escuela Urbana Mixta Vicente Royg y Villalba, barrio Novalito Calle 12 6-06
- Fundación Colegio Bilingüe de Valledupar
- Colegio Gimnasio del Norte
- Colegio Hispanoamericano
- Colegio La Sagrada Familia